# ۳۰۰۰ شب
۳۰۰۰ شب (عربی: 3000 ليلة) یک فیلم درام به کارگردانی می مصری است که در سال ۲۰۱۵ منتشر شد. این فیلم در همان سال در بخش سینما معاصر جهان در جشنواره بین‌المللی فیلم تورنتو به نمایش درآمد. فیلم برای شرکت در بخش بهترین فیلم خارجی‌زبان هشتاد و نهمین دوره جوایز اسکار پیشنهاد شد.